# ورزشگاه مستطیلی ملبورن
ورزشگاه مستطیلی ملبورن (به انگلیسی: Melbourne Rectangular Stadium) یک ورزشگاه فوتبال و راگبی در شهر ملبورن، استرالیا است.
این ورزشگاه در سال ۲۰۰۷ شروع به ساخت شده و در تاریخ ۷ می ۲۰۱۰ به بهره‌برداری رسیده و ظرفیت آن ۳۰٬۰۵۰ نفر است.